# Aorangia ansa
Aorangia ansa là một loài nhện trong họ Amphinectidae. Loài này phân bố ở New Zealand.